# Heinrich Küster
Wilhelm E. Heinrich Küster (* 16. August 1870 in Hannover; † 1. Juli 1956 in Görlitz) war ein deutscher Architekt und Baubeamter.

## Leben und Werk
Küster kam als Sohn des Malers Albert Küster und dessen Ehefrau Julie, geb. Cordes, zur Welt. Nach dem Abitur studierte er 1890 bis 1895 Architektur an der Königlichen Technischen Hochschule Hannover und promovierte später. Er wurde zum Regierungsbaumeister (Assessor des Baufaches) ernannt und war bis 1899 im preußischen Staatsdienst in Elberfeld tätig. Bis 1905 war er als kommunaler Beamter Stadtbauinspektor in Oberhausen, danach wechselte er nach Breslau, wo er in Zusammenarbeit mit Richard Plüddemann die raumprägende Stahlbetonkonstruktion der beiden 1906–1908 errichteten städtischen Markthallen Nr. 1 (Ritterplatz/Sandstraße; als Baudenkmal in ursprünglicher Nutzung erhalten) und Nr. 2 (Friedrichstraße; kriegszerstörte Ruine, 1973 abgetragen) plante.
1909 wurde er als Stadtbaurat nach Görlitz berufen und übte dieses Amt als hauptamtliches Magistratsmitglied fast 24 Jahre lang bis 1933 aus. Die Stadt Görlitz näherte sich in dieser Zeit der Großstadtmarke (1910: ca. 88.000 Einwohner, 1930: ca. 94.000 Einwohner) und musste sich den damit verbundenen Herausforderungen des wachsenden Straßenverkehrs und des Bedarfs nach öffentlichen Einrichtungen stellen. Daher erarbeitete Küster bis 1923 einen modernen Bebauungsplan, der die veraltete „Bauordnung“ von 1871 ersetzte und in dem die Bauklassen (mit Festlegung der zulässigen Gebäudehöhe, der Art und des Maßes der baulichen Nutzung) sowie die Verkehrsführung erstmals im Sinne der modernen Bauleitplanung auf geordnete Weise definiert wurde. Er war auch Verfasser und Mitverfasser von mehreren Büchern sowie verschiedenen Fachartikeln über Städtebau.
Küster erbaute in Görlitz mehrere stadtbildprägende öffentliche Gebäude, wie z. B. das Krematorium auf dem Städtischen Friedhof sowie mit anderen Architekten den Baukomplex der Oberrealschule und Reform-Realgymnasium in der heutigen Carl-von-Ossietzky-Straße und Lessingstraße (1911–1913, heute Berufsschulzentrum für Wirtschaft und Soziales).

## Galerie

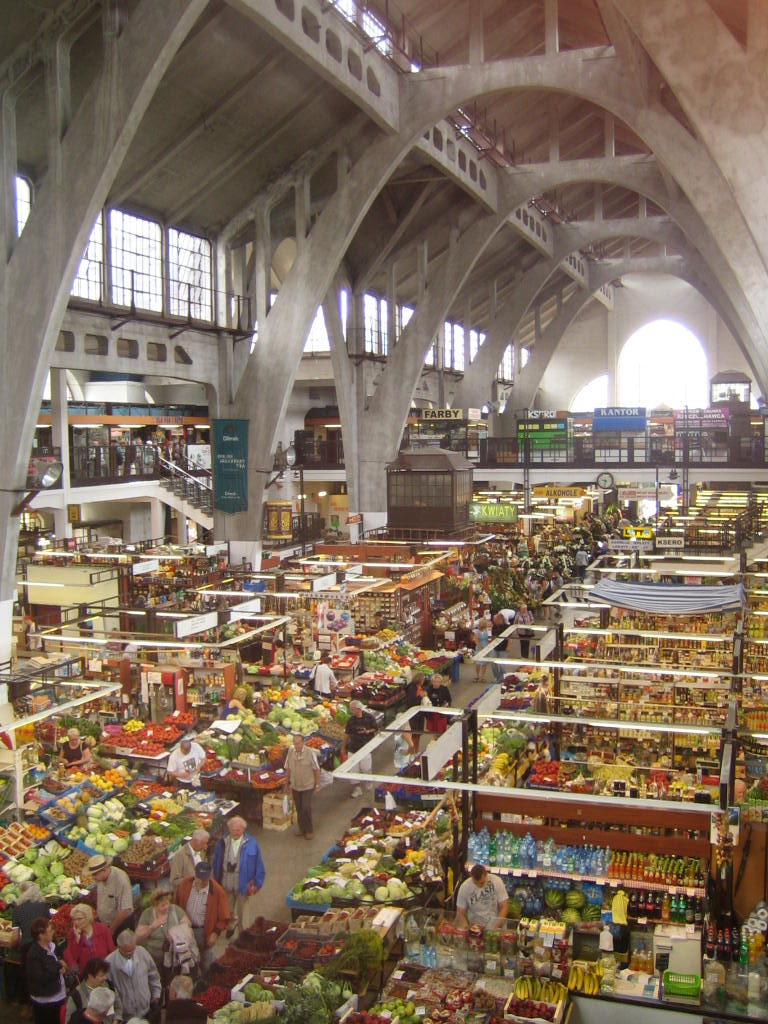
Innenraum und Konstruktion der Markthalle 1 in Breslau
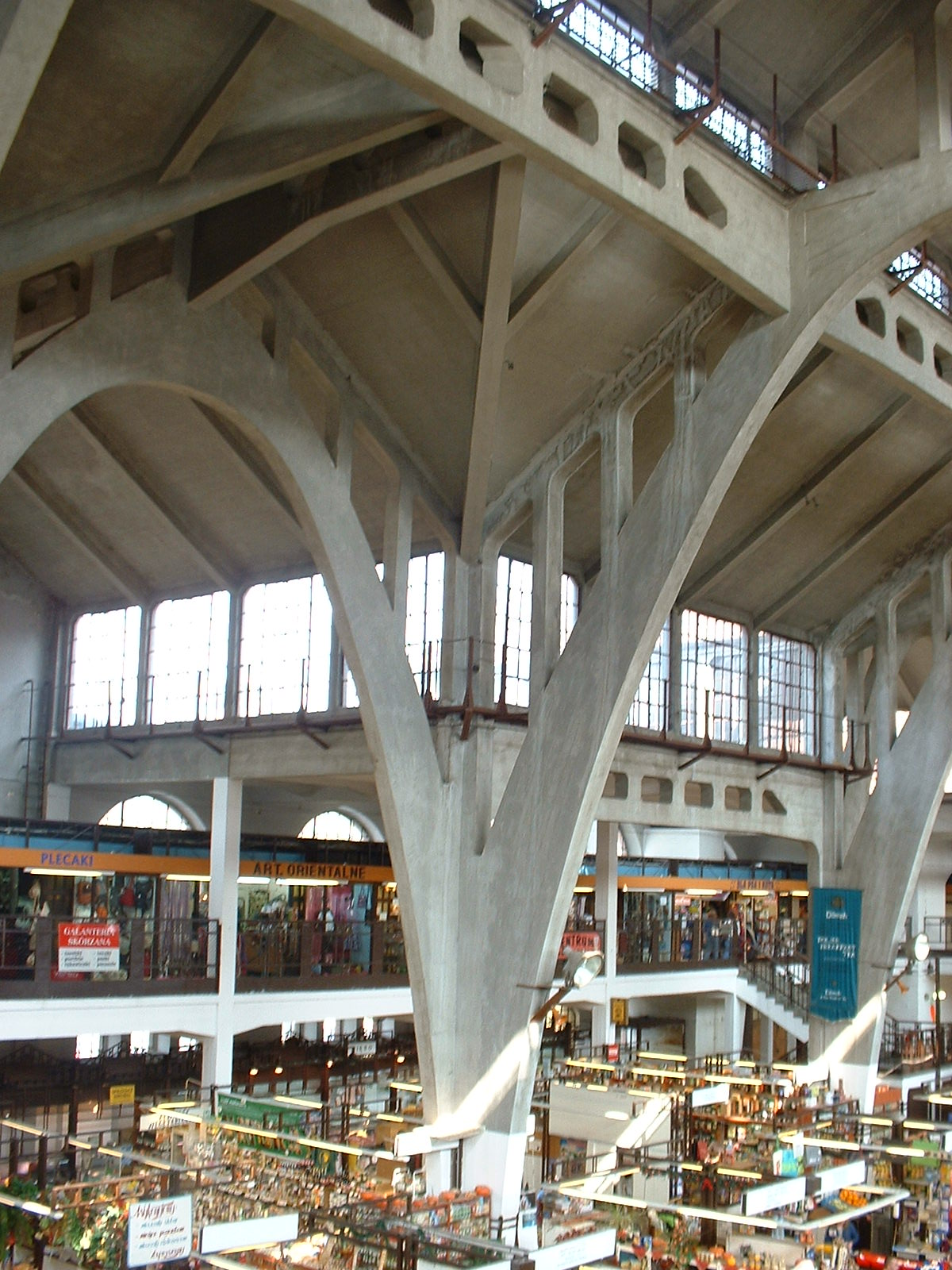
Markthalle 1 – Detaillösung
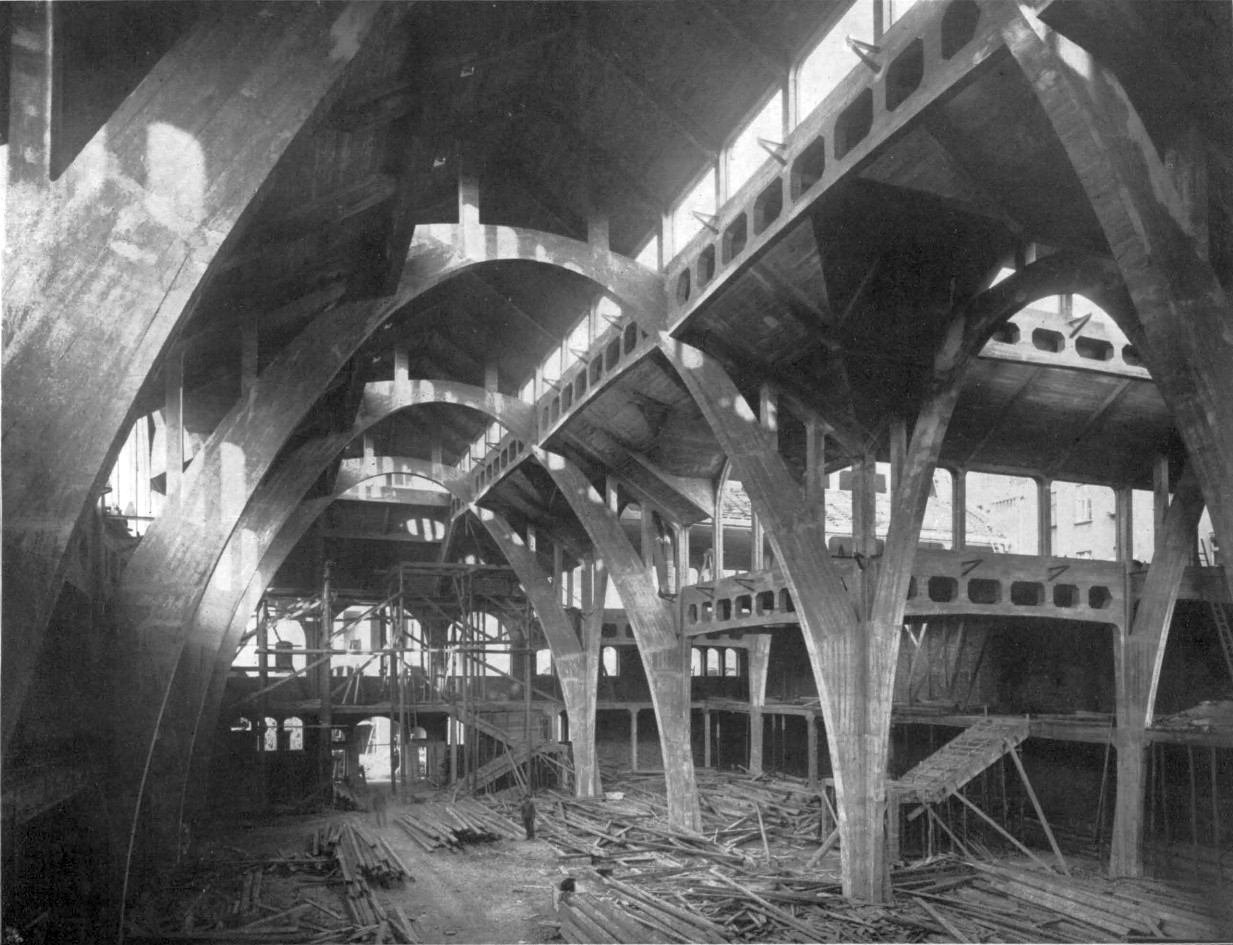
Markthalle 2 im Bau (1907)
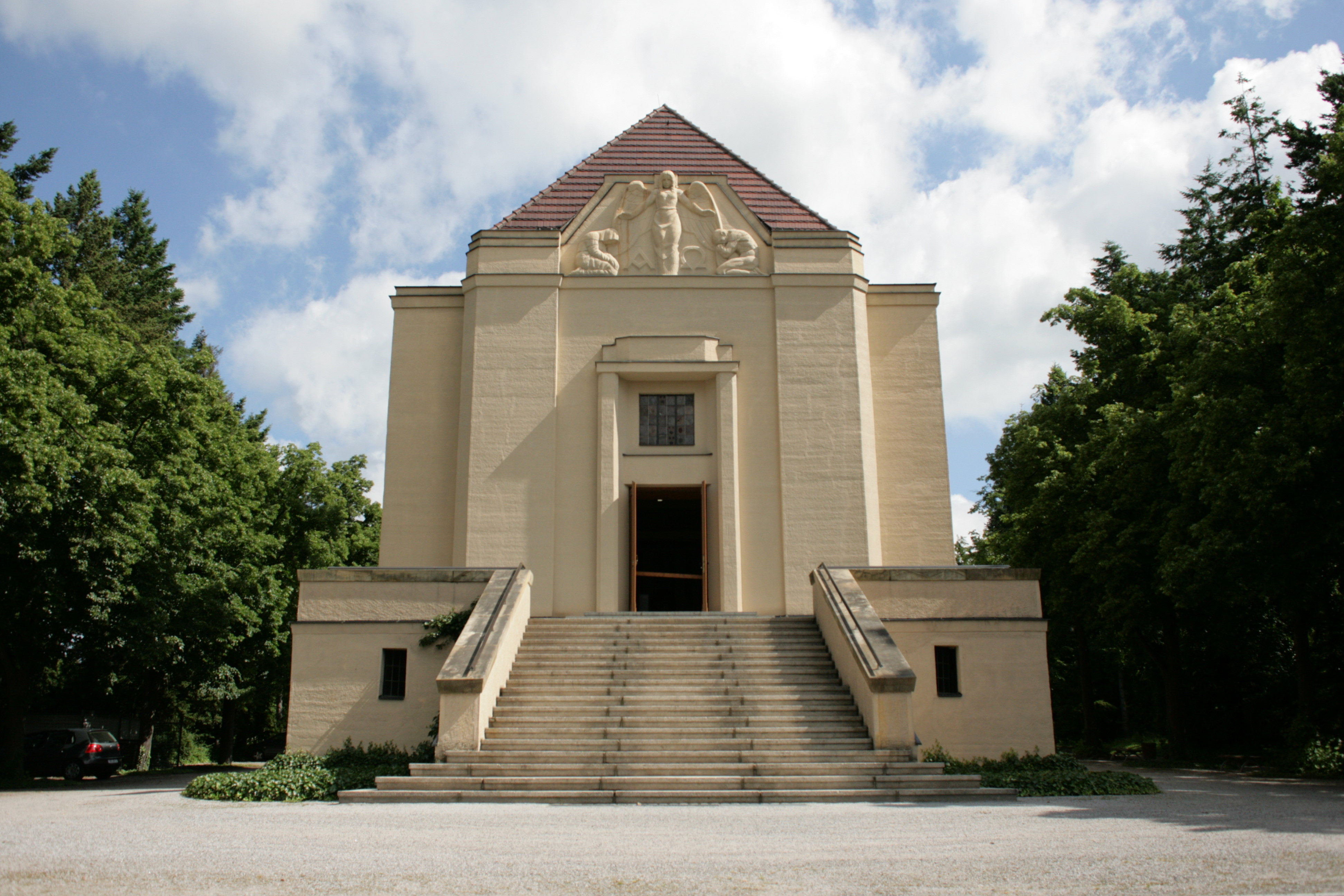
Krematorium am Luthersteig in Görlitz
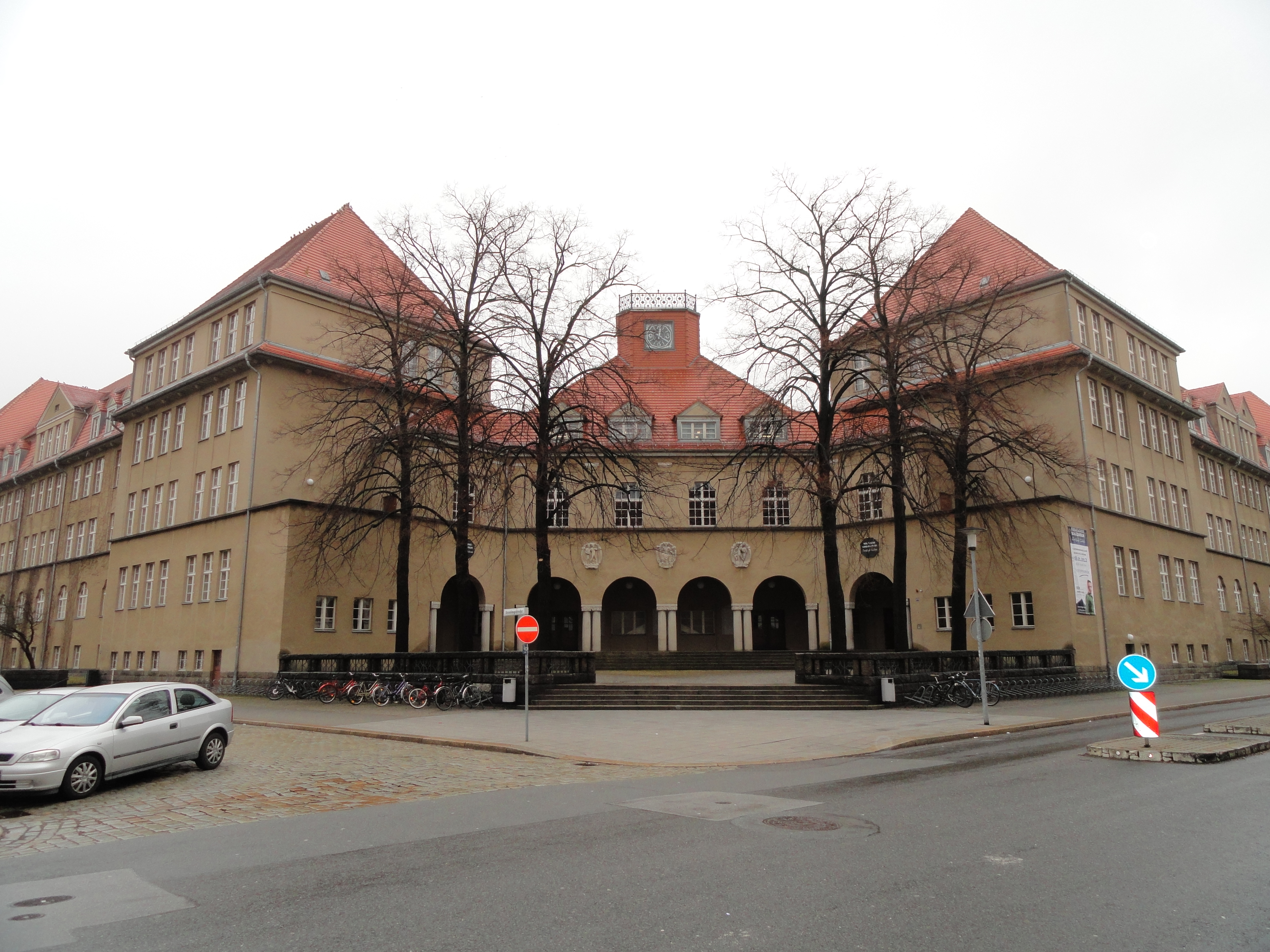
Berufsschulzentrum Görlitz

## Schriften (Auswahl)
- Die Belichtung von Aufenthaltsräumen in den Bauordnungen. Karl Heymanns Verlag, Berlin 1908.
- Die Verwendung des Eisenbetons bei den Breslauer Markthallen. In: Deutsche Bauzeitung. Beiblatt Mitteilungen über Zement, Beton- und Eisenbetonbau. 6. Jahrgang 1909, Heft 8, S. 34–36. (online als PDF-Dokument)
- mit Ewald Genzmer: Bebauungsplan und Bauordnung. Deutscher Verlag für Volkswohlfahrt, Dresden 1917.
- mit Georg Snay und Bruno Salomon (Hrsg.): Görlitz. (= Monographien deutscher Städte. Band 13). Deutscher Kommunal-Verlag, Berlin-Friedenau 1925.